# Liste des résolutions du Conseil de sécurité des Nations unies adoptées en 2012
Les résolutions du Conseil de sécurité des Nations unies sont les décisions qui sont votées par le Conseil de sécurité des Nations unies.
Une telle résolution est acceptée si au moins neuf des quinze membres (depuis le 17 décembre 1963, 11 membres avant cette date) votent en sa faveur et si aucun des membres permanents qui sont la Chine, les États-Unis, la France, le Royaume-Uni et la Russie (l'Union soviétique avant 1991) n'émet de vote contre (qui est désigné couramment comme un veto).

## Résolutions 2033 à 2039
- Résolution 2033 : coopération entre l’Organisation des Nations unies et les organisations régionales et sous-régionales aux fins du maintien de la paix et de la sécurité internationales (adoptée le 12 janvier 2012).
- Résolution 2034 : date de l’élection à un siège vacant de la Cour internationale de justice (adoptée le 29 février 2012).
- Résolution 2035 : rapports du secrétaire général sur le Soudan (adoptée le 17 février 2012).
- Résolution 2036 : la situation en Somalie (adoptée le 22 février 2012).
- Résolution 2037 : la situation au Timor-Leste (adoptée le 29 février 2012).
- Résolution 2038 : tribunal international chargé de juger les personnes accusées de violations graves du droit international humanitaire commises sur le territoire de l’ex-Yougoslavie depuis 1991. tribunal international chargé de juger les personnes accusées d’actes de génocide ou d’autres violations graves du droit international humanitaire commis sur le territoire du Rwanda et les citoyens rwandais accusés de tels actes ou violations commis sur le territoire d’États voisins entre le 1er janvier et le 31 décembre 1994 (adoptée le 29 février 2012).
- Résolution 2039 : consolidation de la paix en Afrique de l’Ouest (adoptée le 29 février 2012).

## Résolutions 2040 à 2049
- Résolution 2040 : la situation en Libye (adoptée le 12 mars 2012).
- Résolution 2041 : la situation en Afghanistan (adoptée le 22 mars 2012).
- Résolution 2042 : la situation au Moyen-Orient (adoptée le 14 avril 2012).
- Résolution 2043 : la situation au Moyen-Orient (adoptée le 21 avril 2012).
- Résolution 2044 : la situation concernant le Sahara occidental (adoptée le 26 avril 2012).
- Résolution 2045 : la situation en Côte d’Ivoire(adoptée le 26 avril 2012).
- Résolution 2046 : rapports du secrétaire général sur le Soudan (adoptée le 2 mai 2012).
- Résolution 2047 : rapports du secrétaire général sur le Soudan (adoptée le 17 mai 2012).
- Résolution 2048 : la situation en Guinée-Bissau (adoptée le 18 mai 2012).
- Résolution 2049 : non-prolifération (7 juin 2012).

## Résolutions 2050 à 2059
- Résolution 2050 : non-prolifération / république populaire démocratique de Corée (adoptée le 12 juin 2012).
- Résolution 2051 : la situation au Moyen-Orient (adoptée le 12 juin 2012).
- Résolution 2052 : la situation au Moyen-Orient (adoptée le 27 juin 2012).
- Résolution 2053 : la situation concernant la république démocratique du Congo (adoptée le 27 juin 2012).
- Résolution 2054 : tribunal international chargé de juger les personnes accusées d’actes de génocide ou d’autres violations graves du droit international humanitaire commis sur le territoire du Rwanda et les citoyens rwandais accusés de tels actes ou violations commis sur le territoire d’États voisins entre le 1er janvier et le 31 décembre 1994 (adoptée le 29 juin 2012).
- Résolution 2055 : non-prolifération des armes de destruction massive (adoptée le 29 juin 2012).
- Résolution 2056 : paix et sécurité en Afrique (adoptée le 5 juillet 2012).
- Résolution 2057 : rapports du Secrétaire général sur le Soudan (adoptée le 5 juillet 2012).
- Résolution 2058 : la situation à Chypre (adoptée le 19 juillet 2012).
- Résolution 2059 : la situation au Moyen-Orient (adoptée le 25 juillet 2012).

## Résolutions 2060 à 2069
- Résolution 2060 : la situation en Somalie (adoptée le 25 juillet 2012).
- Résolution 2061 : la situation concernant l’Irak (adoptée le 25 juillet 2012).
- Résolution 2062 : la situation en Côte d’Ivoire (adoptée le 26 juillet 2012).
- Résolution 2063 : rapports du Secrétaire général sur le Soudan (31 juillet 2012).
- Résolution 2064 : la situation au Moyen-Orient (adoptée le 30 août 2012 lors de la 6825e séance).
- Résolution 2065 : la situation en Sierra Leone (adoptée le 12 septembre 2012 lors de la 6831e séance).
- Résolution 2066 : la situation au Libéria (adoptée le 17 septembre 2012 lors de la 6834e séance).
- Résolution 2067 : la situation en Somalie (adoptée le 18 septembre 2012 lors de la 6837e séance).
- Résolution 2068 : les enfants et les conflits armés (adoptée le 19 septembre 2012 lors de la 6838e séance).
- Résolution 2069 : La situation en Afghanistan (adoptée le 9 octobre 2012 lors de la 6843e séance).

## Résolutions 2070 à 2079
- Résolution 2070 : La situation en Haïti (adoptée le 12 octobre 2012 lors de la 6845e séance).
- Résolution 2071 : La situation au Mali (adoptée le 12 octobre 2012 lors de la 6846e séance).
- Résolution 2072 : La situation en Somalie (adoptée le 31 octobre 2012 lors de la 6853e séance).
- Résolution 2073 : La situation en Somalie (adoptée le 7 novembre 2012 lors de la 6854e séance).
- Résolution 2074 : La situation en Bosnie-Herzégovine (adoptée le 14 novembre 2012 lors de la 6861e séance).
- Résolution 2075 : rapports du secrétaire général sur le Soudan (adoptée le 16 novembre 2012 lors de la 6864e séance).
- Résolution 2076 : La situation concernant la république démocratique du Congo (adoptée le 20 novembre 2012 lors de la 6866e séance).
- Résolution 2077 : La situation en Somalie (adoptée le 21 novembre 2012 lors de la 6867e séance).
- Résolution 2078 : La situation concernant la république démocratique du Congo (adoptée le 28 novembre 2012 lors de la 6873e séance).
- Résolution 2079 : La situation au Libéria (adoptée le 12 décembre 2012 lors de la 6884e séance).

## Résolutions 2080 à 2085
- Résolution 2080 : Tribunal international chargé de juger les personnes accusées d’actes de génocide ou d’autres violations graves du droit international humanitaire commis sur le territoire du Rwanda et les citoyens rwandais accusés de tels actes ou violations commis sur le territoire d’États voisins entre le 1er janvier et le 31 décembre 1994  (adoptée le 12 décembre 2012 lors de la 6885e séance).
- Résolution 2081 : Tribunal international chargé de juger les personnes accusées de violations graves du droit international humanitaire commises sur le territoire de l’ex-Yougoslavie depuis 1991  (adoptée le 17 décembre 2012 lors de la 6889e séance).
- Résolution 2082 : Menaces contre la paix et la sécurité internationales résultant d’actes de terrorisme (adoptée le 17 décembre 2012 lors de la 6890e séance).
- Résolution 2083 : Menaces contre la paix et la sécurité internationales résultant d’actes de terrorisme (adoptée le 17 décembre 2012 lors de la 6890e séance).
- Résolution 2084 : La situation au Moyen-Orient (adoptée le 19 décembre 2012 lors de la 6893e séance).
- Résolution 2085 : La situation au Mali (adoptée le 20 décembre 2012 lors de la 6898e séance).